# Nicholson (cráter marciano)

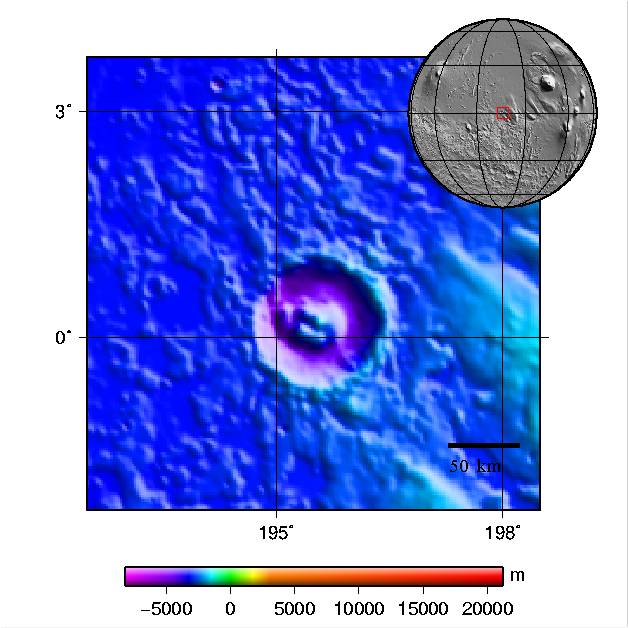
Mapa topográfico del cráter Nicholson

Nicholson  es un cráter de Marte situado en las coordenadas 0,1° norte y 164,5° oeste. Tiene un diámetro de 62 km y pertenece al cuadrángulo Amazonis (MC-8) y Memnonia (MC-16). Dado que el centro de Nicholson se encuentra casi directamente sobre el ecuador marciano, es una buena referencia para localizarlo. Recibe su nombre de Seth Barnes Nicholson, un astrónomo estadounidense.
Nicholson es notable por su pico central, que se eleva a 3,5 km de altura sobre el suelo del cráter. Este pico redondeado está plagado de canales, que pueden haber sido formados por la erosión originada por el viento o incluso por el agua.
| [[File:Wikinicholson.jpg\|1200px\|alt={{{Alt\|{{{descripción}}}]]                                                                                              |
| Cráter Nicholson, fotografía de la cámara CTX a bordo del Mars Reconnaissance Orbiter. Borde oeste del cráter (El norte, hacia la izquierda de la fotografía). |

Los cráteres de impacto tienen generalmente un borde con materiales eyectados alrededor de ellos, mientras que los cráteres volcánicos suelen carecer de este elemento. Cuando superan los 10 km de diámetro suelen tener un pico central. El pico es producido por una onda rebotada en el interior del cráter tras el impacto. Si se mide el diámetro de un cráter, es posible estimar su profundidad original, con diferentes proporciones en función de su tamaño. Debido a esta relación, los investigadores han encontrado que muchos cráteres de Marte contienen una gran cantidad de materiales depositados en su interior; se cree que en gran parte es hielo acumulado cuando el clima era diferente. A veces estos impactos sacan a la luz capas del terreno previamente enterradas y lanzan rocas del subsuelo profundo sobre la superficie. Por lo tanto, los cráteres pueden mostrar los materiales que se encuentran profundamente bajo la superficie.

## ¿Por qué son importantes los cráteres?

Imagen diurna del cráter Nicholson basada en el sistema THEMIS

La densidad de cráteres de impacto se utiliza para determinar la edad de la superficie de Marte y de otros cuerpos del sistema solar. En general, cuanto más antigua es una superficie, más cráteres presenta. La forma de los cráter también puede revelar la presencia de hielo en el terreno.
El área alrededor de los cráteres puede ser muy rica en minerales. En Marte, el calor del impacto derrite el hielo contenido en el suelo. El hielo formado por el agua congelada, al fundirse, disuelve los minerales y luego los deposita en grietas o fallas producidas con el impacto. Este proceso, llamado alteración hidrotermal, es una forma importante en la que se producen depósitos de minerales. El área alrededor de algunos cráteres de Marte puede ser rica en minerales útiles para la futura colonización de planeta.
Estudios realizados en la Tierra han documentado que impactos siderales producen grietas, y que las venas de minerales secundarios se depositan en estas grietas. Las imágenes tomadas por los satélites orbitando alrededor de Marte han detectado grietas cerca de cráteres de impacto. Dada la gran cantidad de calor que se produce durante el impacto, el área alrededor de un gran impacto puede tardar cientos de miles de años en enfriarse.

## Marcas oscuras de talud

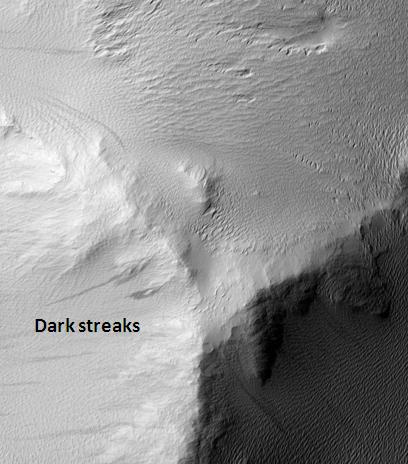
Monte del Cráter Nicholson con marcas oscuras (imagen HiRISE)

Muchos lugares en Marte muestran marcas oscuras en pendientes pronunciadas, como las paredes de algunos cráteres. Parece que las rayas más recientes son oscuras; haciéndose más claras con el paso del tiempo. A menudo comienzan como una pequeña mancha estrecha, que se ensancha y extender progresivamente talud abajo a lo largo de centenares de metros. Se ha observado que pueden rodear algunos obstáculos como rocas.
Se han propuesto varias ideas para explicar estas rayas. Algunas implican la presencia de agua o incluso el crecimiento de organismos. La idea generalmente más aceptada es que son consecuencia de avalanchas de polvo. Las rayas aparecen en zonas cubiertas con polvo, y cuando se elimina esta fina capa de polvo superficial, la superficie subyacente se oscurece. Gran parte de la superficie de Marte está cubierta de un polvo muy fino, que se deposita desde la atmósfera en toda la superficie. Se sabe mucho sobre este polvo porque los paneles solares de la Mars rover se han recubierto de polvo, reduciendo así la energía eléctrica captada. La potencia de lo Rovers ha sido restaurada muchas veces por efecto del viento (en forma de remolinos de polvo), que limpia los paneles y aumenta de nuevo la energía disponible.
Las tormentas de polvo son frecuentes, especialmente cuando comienza la temporada de primavera en el hemisferio sur. En ese momento, Marte está un 40 % más cercano al Sol, dado que la órbita de Marte es mucho más elíptica que la de la Tierra. Cada pocos años, el planeta entero se ve envuelto en una tormenta de polvo global. Cuando llegó a Marte la sonda Mariner 9 de la NASA, no se podía ver nada a través de la tormenta de polvo. Otras tormentas de polvo globales se han observado desde entonces. Las rayas oscuras se pueden ver en las imágenes en el montículo central del cráter Nicholson tomadas por HiRISE.